# Kasteel Eerde

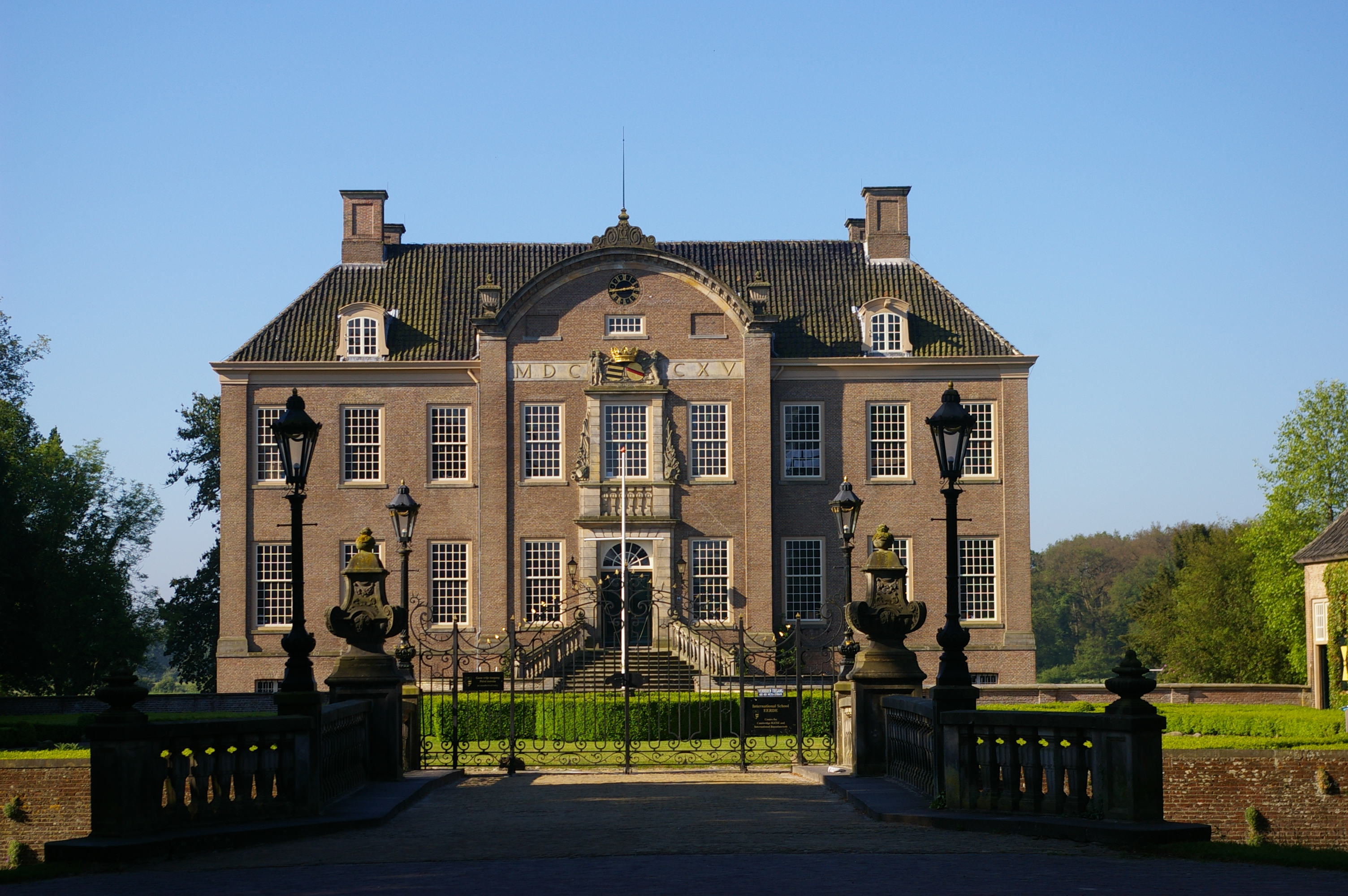
Kasteel Eerde, hoofdgebouw

Kasteel Eerde is gesitueerd op het landgoed Eerde in de Overijsselse gemeente Ommen. Ooit was het landgoed 1400 hectare groot en strekte zich uit van de Overijsselse Vecht tot aan de Regge. De oppervlakte bedraagt anno 2020 ca. 540 ha. Een stenen boogbrug over de slotgracht geeft toegang tot het kasteel.

## Geschiedenis
De eerst bekende gegevens dateren uit 1334 toen men sprak van Huis Eerde als bezit van de stamvader van het geslacht Von Eerde en dat ruim een eeuw later, in 1380, uitgebouwd was tot een burcht. De erfdochter Margriet van Eerde trouwde rond 1356 met Evert van Essen (†1382) waarna het in dat laatste geslacht bleef. Rond 1405 werd het gekocht door een telg uit het geslacht Van Twickelo welk geslacht het tot een huwelijk in 1583 behield, waarna het overging in het huis Renesse. Het kasteel werd vele malen belegerd, geplunderd, afgebrand en even zovele malen herbouwd. In 1521 plunderden de inwoners van het toenmalige Zwolle het kasteel opnieuw. Ook deze plundering is het kasteel weer te boven gekomen en het heeft in 1715 zijn huidige vorm gekregen onder generaal Adolf Warner baron van Pallandt (†1741), uit het geslacht Pallandt, die het kasteel in 1708 had gekocht van de familie Van Renesse en er het huidige huis liet bouwen (na afbraak van het oude). Het kasteel met landgoed kwam in 1742 in bezit van een oomzegger van de bouwheer, August Leopold van Pallandt rijksvrijheer van Pallandt, heer van Eerde, Beerse en Oosterveen (1701-1779). Het park werd veranderd in Engelse landschapsstijl en er werd een oranjerie bijgebouwd. Rond 1900 werd het huis bewoond door Rudolph baron van Pallandt (1868-1913), die kinderloos op 44-jarige leeftijd overleed. Hij liet Eerde na aan zijn jachtvriend en verre neef Philip Dirk baron van Pallandt (1899). Philip van Pallandt schonk grote delen van het landgoed aan goede doelen.
In 1924 werd het kasteel in gebruik genomen door de Theosofische beweging "De Ster van het Oosten" onder de leiding van Krishnamurti. De beweging had het kasteel het jaar daarvoor gekregen van Philip Dirk baron van Pallandt. In 1931 werd het weer teruggegeven aan de Pallandts. Sinds 1934 is er een internationale school in gevestigd door de Stichting voor Quakerscholen. Vanaf 1982 is het landgoed, samen met de voormalige edelmanswoning, eigendom van de Vereniging tot Behoud van Natuurmonumenten. Het kasteel is vrij te bezoeken en er is een wandelroute rondom het kasteel.

## Heren van Eerde
- Philip Dirk baron van Pallandt (1889-1979), verre neef van volgende
- Rudolph Theodorus baron van Pallandt (1868-1913), ongehuwd overleden
- Samuel Johan baron van Pallandt (1843-1890), achterneef van voorgaande
- Louis baron van Pallandt (1809-1885), kinderloos overleden, zoon van volgende
- Andries baron van Pallandt (1781-1827), zoon van volgende
- Adolph Werner baron van Pallandt (1745-1823), zoon van volgende
- August Leopold rijksheer van Pallandt (1701-1779)

## Interieur
De inrichting van het kasteel is grotendeels in 18e-eeuwse stijl bewaard gebleven. Schouwen zijn betimmerd in Lodewijk XIV-stijl. Er hangen veel portretten van vroegere bewoners. Textiele wandbespanningen uit de tijd ontbreken evenmin. In de vestibule bevindt zich een vrijdragende hangende trap met twee bochten en een middenbordes.

## Park

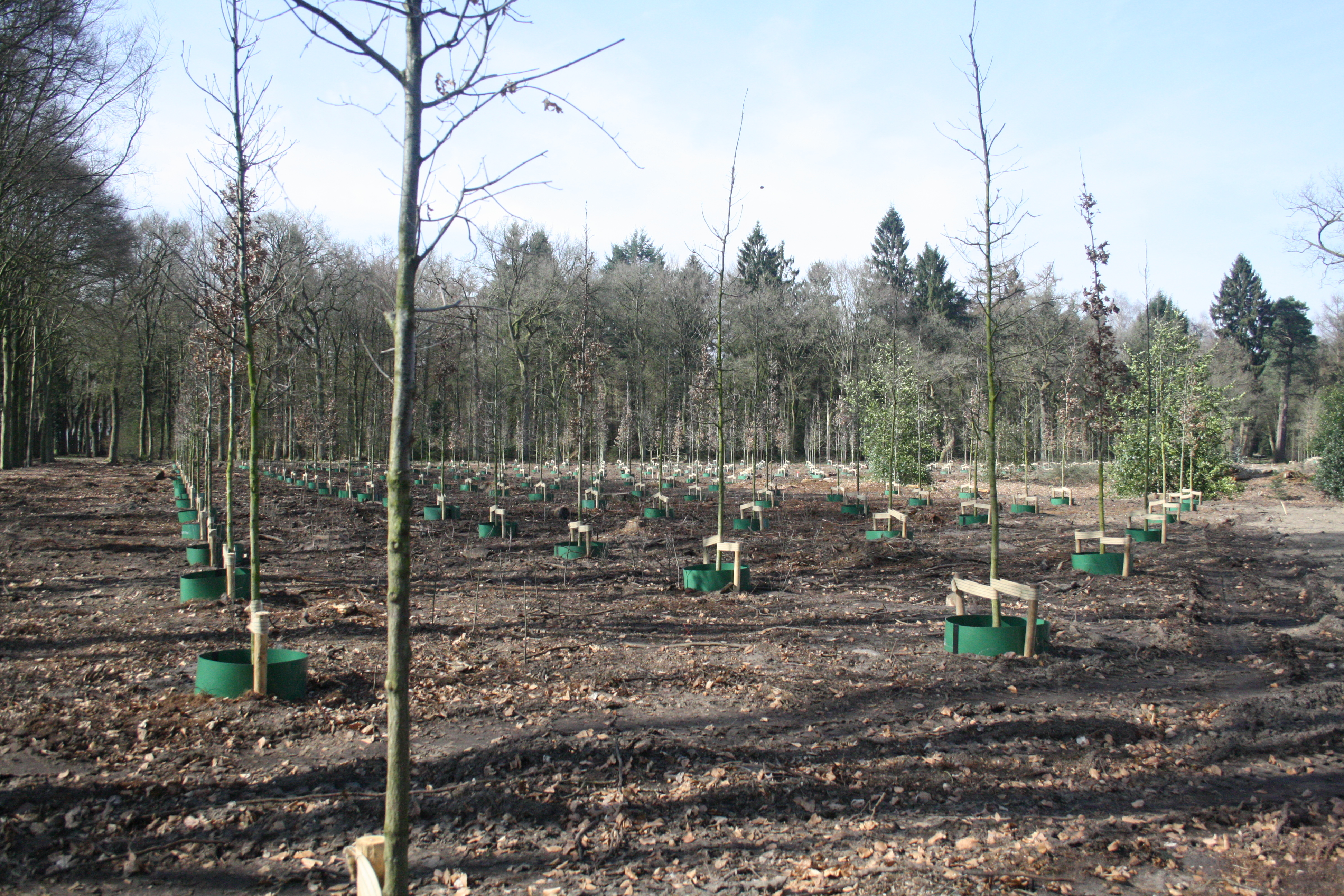
nieuw ingeplant parkbos

De kasteeltuinen aan de zuidkant zijn niet vrij toegankelijk voor het publiek. Het parkbos aan de noordkant wel. Een deel ervan is begin 2016 gekapt en, naar een 18e-eeuws ontwerp, opnieuw ingeplant met eiken. De bomen staan in een rasterpatroon op vijf meter afstand van elkaar, zodat er diverse zichtassen worden gevormd. In het midden van het bosvak bevindt zich een vijver. Elders op het landgoed, circa 400 meter van het parkbos, is een nakomeling van de meer dan 1000 jaar oude Friederikeneiche uit Hasbruch, Duitsland, geplant.